# Крипта Генле
Крипты Генле — микроскопические клетки конъюнктивы век. Они отвечают за синтез муцина, гликопротеидной субстанции, содержащей, в основном, кислые пептиды; муцин содержится в слёзной жидкости. Он обволакивает роговицу глаза для обеспечения гидрофобных качеств слёзной плёнки глаза. Слой муцина позволяет слёзной жидкости распределяться равномерно по поверхности глаза. Крипты Генле названы в честь немецкого физиолога и анатома Фридриха Густава Якоба Генле.
Другая анатомическая структура, названная железами Манца, выполняют похожую функцию. Она расположена в коньюктиве глаза, образуя кольцо вокруг роговицы, около склеры. Она также отвечает за синтез муцина в слезу.